# Simon Ramo Founders Award
Премия основателей NAE (англ. National Academy of Engineering Founders Award) — одна из премий, присуждаемых Национальной инженерной академией (США) (англ. National Academy of Engineering). Учреждена в 1965 году как National Academy of Engineering Founders Award, в 2013 году название изменено на Simon Ramo Founders Award. Присуждается национальному или иностранному члену академии за следование идеалам академии и профессиональные достижения. Премия включает в себя золотую медаль, сертификат и 2500 долларов США .

## Лауреаты премии
- 2020 Frances Ligler[англ.]
- 2019 Cato T. Laurencin[англ.]
- 2018 Кайлат, Томас
- 2017 Хопкрофт, Джон Эдвард
- 2016 Байчи, Ружена
- 2015 Linda Katehi
- 2014 Robert Brown
- 2013 Albert Wheelon
- 2012 Nicholas Peppas
- 2011 David Atlas
- 2010 Лэнджер, Роберт
- 2009 John Casani
- 2008 Robert Nerem
- 2007 Пеннер, Стенфорд Соломон
- 2006 Shu Chien
- 2005 Dan Mote [2]
- 2004 Eli Ruckenstein
- 2003 Мид, Карвер[англ.]
- 2002 Stuart Churchill
- 2001 Chang-Lin  Tien
- 2000  Таунс, Чарлз Хард
- 1999 Stephen Bechtel
- 1998 Yuan-Cheng Fung
- 1997 Сальвадори, Марио
- 1996 John Morris
- 1995 Ernst R.G. Eckert
- 1994 Ralph Landau
- 1993 Хьюлетт, Уильям Реддингтон
- 1992 Хейлмейер, Джордж
- 1991 George W. Housner
- 1990 Neal R. Amundson
- 1989 John S. Foster, Jr.
- 1988 Мур, Гордон
- 1987 Бекман, Арнольд
- 1986 John R. Whinnery
- 1985 Willis M. Hawkins, Jr.
- 1984   Бардин, Джон
- 1983 Эджертон, Гарольд Юджин
- 1982 Олсен, Кен
- 1981 Ден-Гартог, Якоб
- 1980 Хоттел, Хойт Кларк[англ.]
- 1979 Паккард, Дэвид
- 1978 George M. Low
- 1977 Пирс, Джон Робинсон
- 1976 Manson Benedict
- 1975 James B. Fisk
- 1974 J. Erik Jonsson
- 1973 Warren K. Lewis
- 1972 Лэнд, Эдвин Герберт
- 1971 Джонсон, Кларенс
- 1970 Дрейпер, Чарльз Старк
- 1969 Найквист, Гарри
- 1968 Зворыкин, Владимир Козьмич [3]
- 1967 Макдоннелл, Джеймс Смит
- 1966 Буш, Вэнивар